# Sene (vattendrag i Ghana)
Sene är ett vattendrag i Ghana. Det ligger i den centrala delen av landet, 230 km norr om huvudstaden Accra.